# 常真寺 (松戸市)

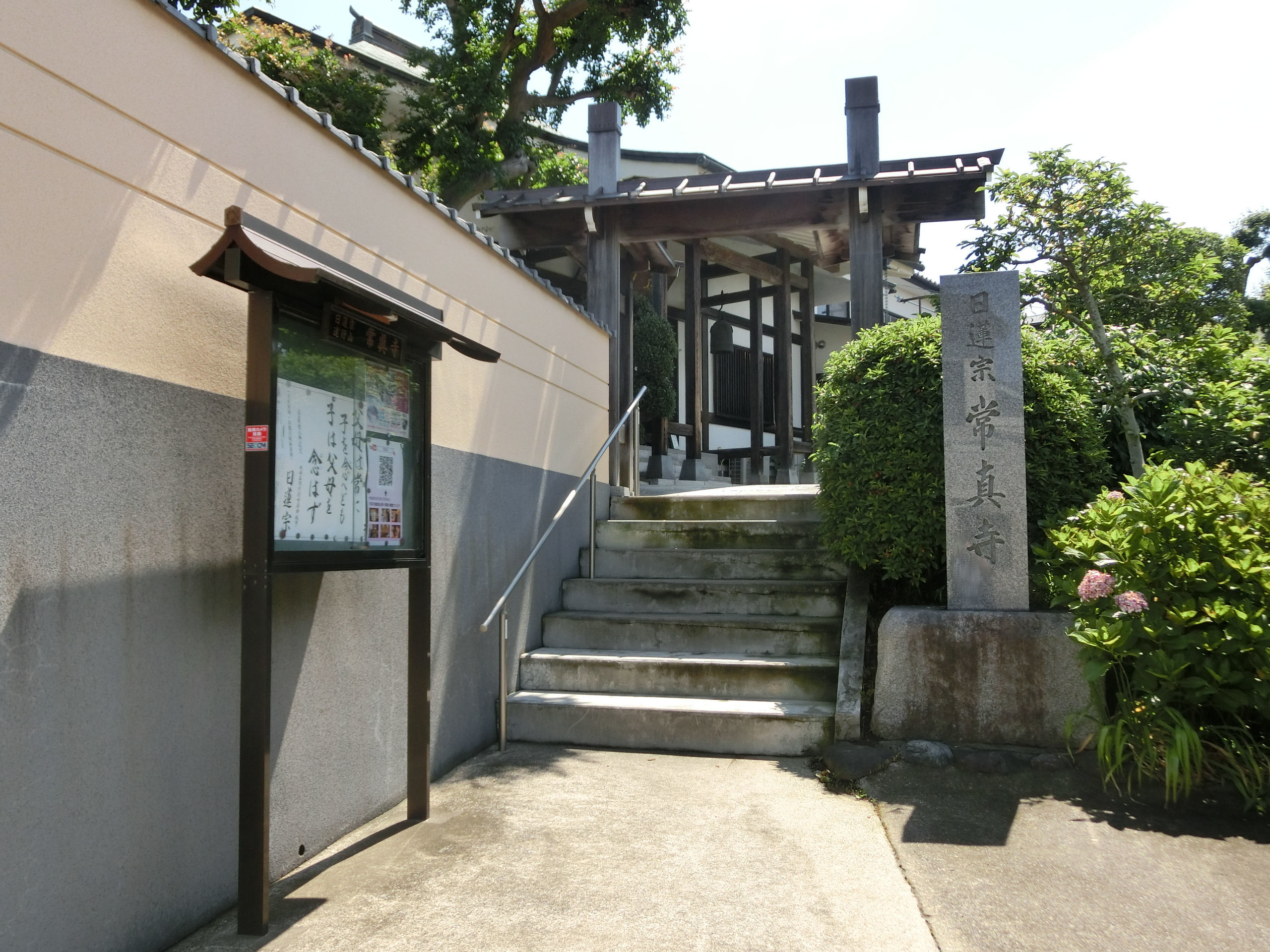
常真寺

常真寺（じょうしんじ）は、千葉県松戸市にある寺院。

## 概要
開基は日正上人で慶安2年（1649年）庫裏客殿を造立。境内には稲荷堂があり、約300年続く開運大谷口稲荷大明神が祀られている。なお本堂内には、敬老観世音菩薩の他に、花梨に彫られた2ｍ×1.4ｍの大きな板曼荼羅を安置する。

## その他
江戸時代後期から幕末にかけての江戸幕府の旗本であった土屋馬之丞の墓所である。

## 交通アクセス
- JR東日本常磐線北小金駅北口より徒歩約9分（経路案内）。